# Edmond Haraucourt
Pour les articles homonymes, voir Haraucourt.
Edmond Marie Félix Haraucourt, né le 18 octobre 1856 à Bourmont (Haute-Marne) et mort le 17 novembre 1941 dans le 4e arrondissement de Paris, est un poète et romancier français, également compositeur, parolier, journaliste, auteur dramatique et conservateur de musée.

## Biographie
Edmond Haraucourt commence sa carrière d'auteur par la publication d'un recueil de sonnets érotiques considérés comme sulfureux pour son temps, La Légende des sexes, poèmes hystériques et profanes, paru en 1882 sous le pseudonyme de « Le Sire de Chambley », et contenant le « Sonnet pointu », qui préfigure les calligrammes de Guillaume Apollinaire. 
Il devient conservateur du musée de Sculpture comparée, au palais du Trocadéro (Paris) de 1894 à 1903 et du musée de Cluny dans la même ville de 1903 à 1925. Un sixain de lui est gravé sur le socle de La Force brutale étouffant le génie, marbre par Cyprien Godebski (1888, musée d'Art de Toulon). Il fait partie des Hydropathes et collabore à La Jeune France. Il est président de la Société des gens de lettres de 1920 à 1922.
Louis Baudier de Royaumont loue l'ancien appartement de Balzac, rue Raynouard, dans le quartier de Passy, le 16 mai 1908 et en fait un musée, inauguré officiellement, le 16 juillet 1910, Edmond Haraucourt représentant le ministre des Beaux-Arts.
Il vécut à Saint-Dizier, dans le nord de la Haute-Marne, dans une maison située dans le centre de la rue du Docteur Mougeot.
Il légua sa propriété, située sur l’île de Bréhat (Côtes-d'Armor), à la Cité internationale universitaire de Paris.
Il est inhumé à Paris au cimetière du Père-Lachaise (89e division).

## Distinctions
- Grand officier de la Légion d'honneur (1937)

## Rondel de l'adieu

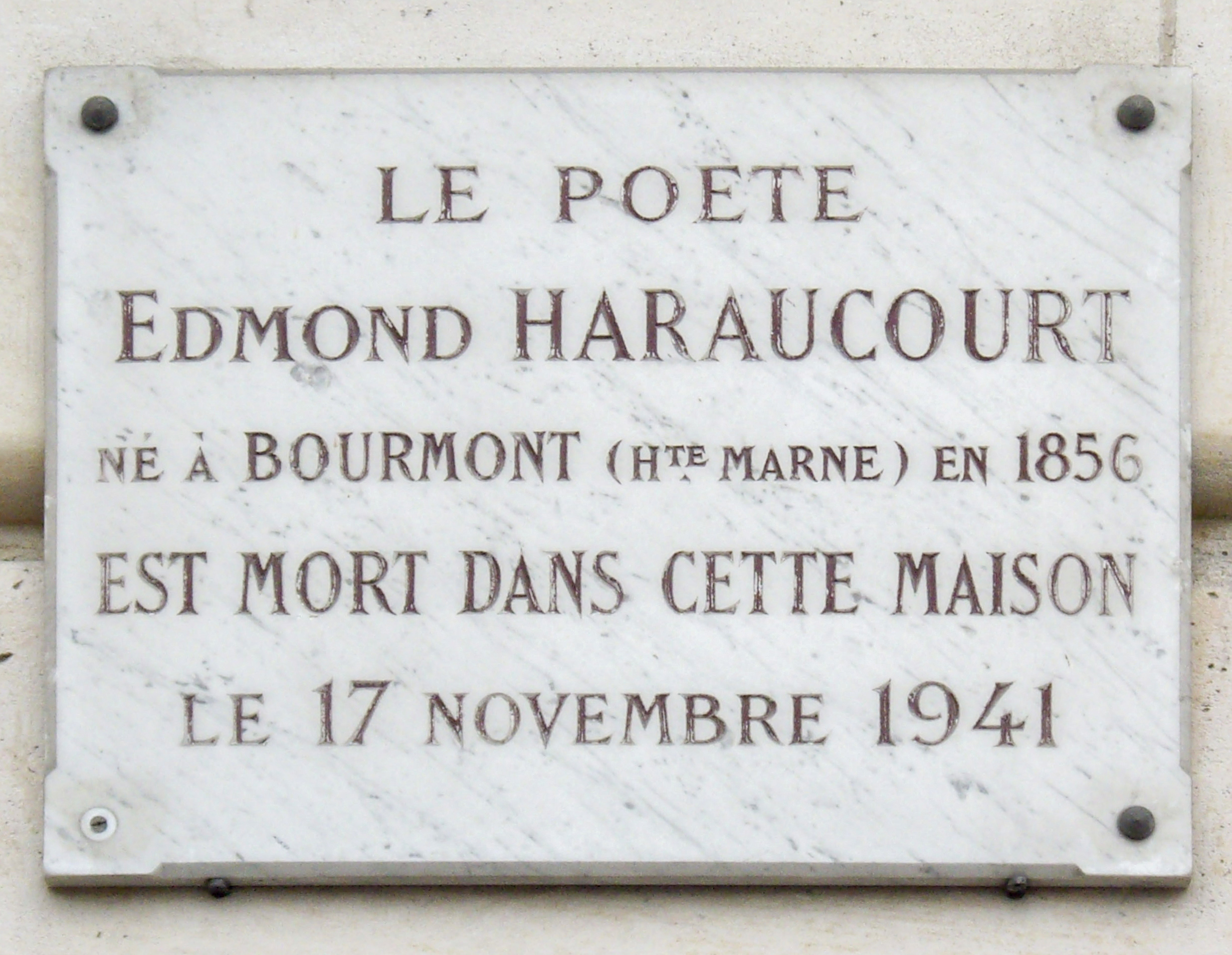
Plaque commémorative apposée sur le domicile parisien d'Edmond Haraucourt au no 5 du quai aux Fleurs.

L'un de ses poèmes les plus connus, le « Rondel de l'adieu », paru dans Seul en 1890, a été mis en musique par Francesco Paolo Tosti en 1902.
Partir, c'est mourir un peu,

C'est mourir à ce qu'on aime :

On laisse un peu de soi-même

En toute heure et dans tout lieu.

C'est toujours le deuil d'un vœu,

Le dernier vers d'un poème ;

Partir, c'est mourir un peu. 

C'est mourir à ce qu'on aime.

Et l'on part, et c'est un jeu,

Et jusqu'à l'adieu suprême

C'est son âme que l'on sème,

Que l'on sème à chaque adieu...

Partir, c'est mourir un peu.
La version imprimée du livre Perles de la poésie Française contemporaine, Bruxelles 1906, diffère à deux égards du manuscrit original. Dans le deuxième vers, qu'on est remplacé par que l'on et ce vers est ajouté comme huitième vers. On obtient ainsi un parfait rondel français.

## Œuvre

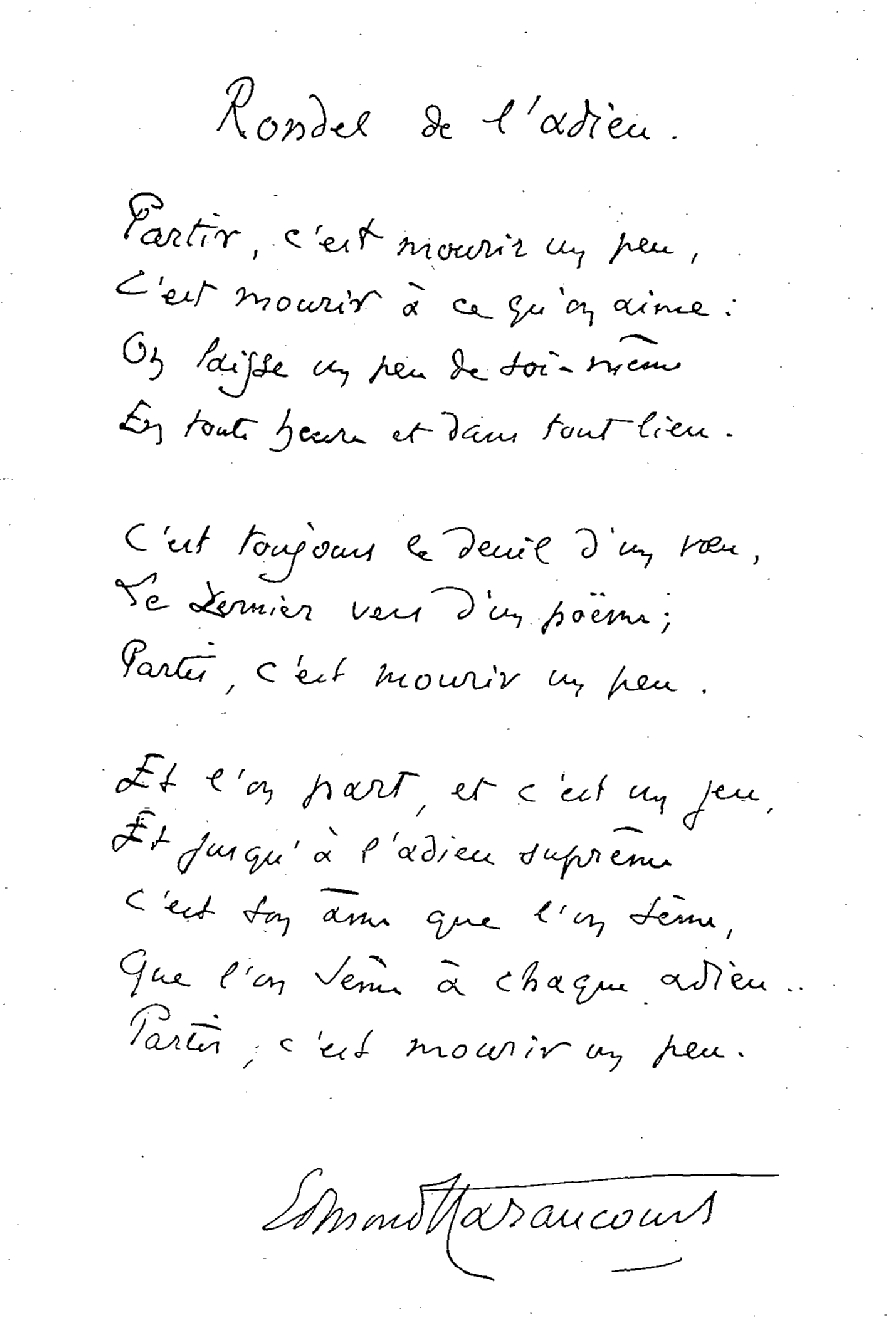
Manuscrit autographe du Rondel de l'adieu.

- La Légende des sexes, poèmes hystériques et profanes, 1882
- L’Âme nue, 1885
- Amis, roman, 1887
- Seul, roman en vers, 1890
- L'Antéchrist, 1893
- L'Effort. La Madone. L'Antéchrist. L'Immortalité. La Fin du monde, 1894
- Don Juan de Mañara, 1898
- Jean Bart, 1900
- Les Naufragés, 1902
- Les Benoît, 1904
- La Peur, 1907
- Trumaille et Pélisson, 1908.
- Dieudonat, roman, 1912
- Daâh, le premier homme, roman, 1914
- La Démoralisation par le livre et par l'image, 1917
- Choix de poésies, 1922
- L'Oncle Maize, 1922
- Vertige d'Afrique, roman, 1922
- L'Histoire de la France expliquée au musée de Cluny, 1922
- L'Amour et l'Esprit gaulois à travers l'histoire du XVe au XXe siècle, 4 vol., 1927-1929
- Autre temps, lithographies et dessins de Charles Léandre, 1930
- Le Livre de mon chien, 1939
- Mémoires des jours et des gens, 1946

### Œuvre dramatique et musicale
- Shylock, comédie en trois actes et sept tableaux, en vers, d'après Shakespeare, musique de Gabriel Fauré, Paris, théâtre de l'Odéon, 14 décembre 1889
- La Passion, mystère en deux chants et six parties, Paris, salle du Cirque d'hiver, 4 avril 1890
- Héro et Léandre, poème dramatique en trois actes, musique de P. L. Hillemacher, Paris, Le Chat noir, 24 novembre 1893. Consultable sur
- Don Juan de Mañara, drame en cinq actes, en vers, romance et musique de scène de Paul Vidal, Paris, théâtre de l'Odéon, 8 mars 1898
- Jean Bart, drame nouveau en 5 actes et 7 tableaux, Paris, théâtre de la Porte-Saint-Martin, 5 avril 1900
- Les Oberlé, pièce en 5 actes, d'après le roman de René Bazin, Paris, théâtre de la Gaîté, 17 novembre 1905
- Quatre Poèmes d’Edmond Haraucourt, musique de Charles Koechlin, Œuvres vocales avec orchestre, opus 7, 1905
- Circé, poème lyrique en 3 actes, musique de P. L. Hillemacher, Paris, théâtre national de l'Opéra-Comique, 17 avril 1907

#### Paroles de chansons
- Ouvre, chanson (paroles et musique), interprétée par Suzy Solidor, 1933
- Le Bleu des bleuets, chanté par Mathé Altéry
- Chanson de l'adieu, chanté par Mathé Altéry

## Prix
- Prix de poésie de l’Académie française en 1891 pour La mort du Viking et en 1901 pour Le XIXe siècle[4].
- Prix Archon-Despérouses 1899 pour Les âges, l’espoir du monde[5].